# Josef Garber

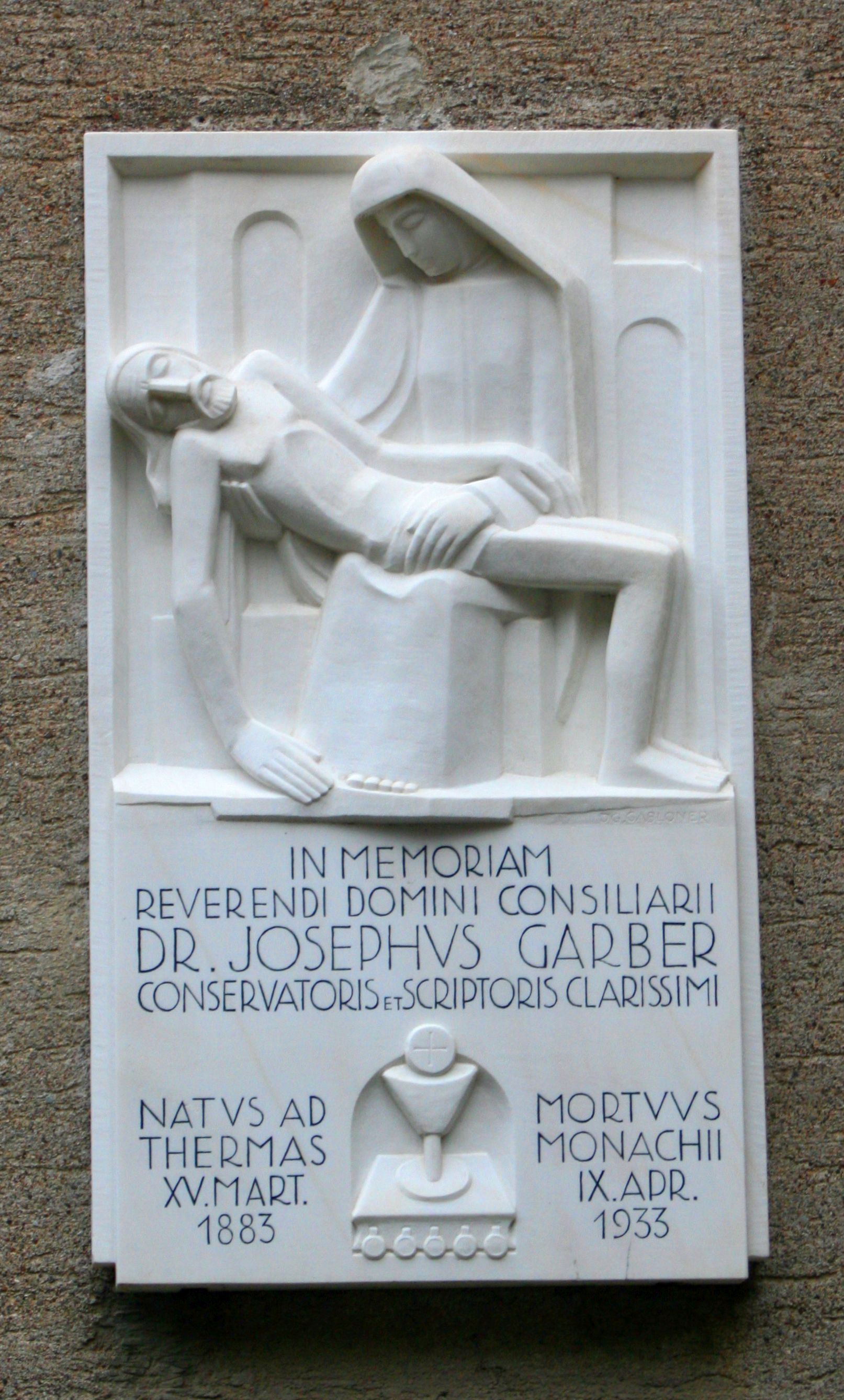
Gedenkstein für Josef Garber an der Pfarrkirche in Tscherms

Josef Garber (* 15. März 1883 in Tscherms bei Meran; † 9. April 1933 in München) war ein österreichischer Kunsthistoriker und Denkmalpfleger.

## Leben
Josef Garber besuchte das Gymnasium in Meran und studierte anschließend katholische Theologie am Priesterseminar in Brixen. 1907 wurde er zum Priester geweiht, es folgten zwei Jahre als Seelsorger im Ultental. Danach studierte er Kunstgeschichte an der Universität Wien und wurde am 23. Juli 1912 bei Max Dvořák promoviert. Noch im gleichen Jahr begann er seine Tätigkeit für das k.k. Zentralkommission für Denkmalpflege. 1913 wurde er Hilfskraft des Landeskonservators für Tirol in Brixen, 1916 Landeskonservator für Tirol in Innsbruck. 1921 wurde er Generalkonservator des Bundesdenkmalamts in Wien, kehrt jedoch aus gesundheitlichen Gründen schon nach kurzer Zeit als Landeskonservator nach Innsbruck zurück. Nach jahrelangem Lungenleiden starb er 1933 in München.

## Veröffentlichungen (Auswahl)
- Wirkungen der frühchristlichen Gemäldezyklen der alten Peters- und Paulsbasiliken in Rom. Bard, Berlin / Wien 1918 (Digitalisat; Druckfassung der Dissertation Wien 1912: Der Gemäldeschmuck der alten Basilika S. Paul fuori le mura in Rom nach den barberinischen Kopien).
- Die Reisen des Felix Faber durch Tirol in den Jahren 1483 und 1484. Übersetzt von Josef Garber (= Schlern-Schriften. 3). Innsbruck und München 1923 (Digitalisat).
- Das Zisterzienserstift Stams (= Die Kunst in Tirol. 13). Filser, Wien und Augsburg 1926.
- Die romanischen Wandgemälde Tirols. Krystall-Verlag, Wien 1928. (online)
- Schloß Ambras (= Die Kunst in Tirol. 14). Filser, Wien und Augsburg 1928. (online)
- Das Zeughaus Maximilians I. in Innsbruck. In: Wiener Jahrbuch für Kunstgeschichte. 5, 1928, S. 142–160.